# All's Well That Ends
All's Well That Ends è un EP del gruppo musicale gallese Los Campesinos!, pubblicato nel 2010.

## Tracce
1. Romance Is Boring (Princess Version) – 3:22
2. Letters From Me to Charlotte (RSVP) – 3:45
3. Straight in at 101/It's Never Enough – 4:16
4. (All's Well That Ends) In Medias Res – 4:56